# كأس الغارفي 1996
كأس الغارفي 1996 هو الموسم 3 من كأس الغارفي. أقيم خلال الفترة 11 مارس 1996 وحتى 17 مارس 1996، وكان عدد الأندية المشاركة فيه 8، وفاز فيه منتخب النرويج لكرة القدم للسيدات.